# Љубиша Ћосић
Љубиша Ћосић (Сарајево, 2. октобар 1979) српски је политичар из Републике Српске и актуелни градоначелник Источног Сарајева.

## Биографија
Ћосић је магистар економије и докторант на Универзитету у Бањој Луци.
Радио као преводилац за ОЕБС, те као приправник у Парламентарној скупштини Босне и Херцеговине и у Националном демократском институту у Вашингтону. Потом је радио за Сарајевску регионалну развојну агенцију (СЕРДА, 2004-06) и Државну агенцију за истраге и заштиту БиХ (СИПА, 2006-08). Радио је као савјетник министра вањске трговине и економских односа Босне и Херцеговине Младена Зиројевића (СНСД, 2008-2011), те као савјетник за економска питања српског члана Предсједништва Босне и Херцеговине Небојше Радмановића ( СНСД, 2011-12).
Он је за начелника општине Источно Ново Сарајево биран у два мандата, 2012. и 2016. године. Од марта 2017. године је предсједник Савеза општина и градова Републике Српске. У октобру 2020. године, на првим непосредним изборима за ту функцију, изабран је за градоначелника Града Источно Сарајево, који покрива шест градских општина (2013. године 61.516 становника).